# Kunsthaus Hannover
Das Kunsthaus Hannover ist eine Galerie für Zeitgenössische Kunst mit Sitz in Hannover, sie wurde 1997 gegründet.

## Beschreibung
Die Idee zur Gründung des Kunsthauses Hannover entstand 1997. Treibend bei der Konzeption waren die Gründer Mirja Dieckhaus und Frank Hoff sowie der Hamburger Galerist Thomas Levy. Der Fokus liegt auf Kunst des 20. und 21. Jahrhunderts. Vertreten werden sowohl national und international renommierte Künstler als auch aufstrebende Künstler. Zum Tätigkeitsschwerpunkt des Kunsthandels gehören Aktivitäten auf Kunstmessen und Kunstausstellungen. Hinzu kommen beratende Funktionen im Bereich des Aufbaus und der Auflösung privater und öffentlicher Sammlungen sowie das weltweite Suchen und Beschaffen von geeigneten Werken für Sammlungen. Darüber hinaus werden Kunst- und Ausstellungsprojekte für Unternehmen und Institutionen konzipiert und ausgeführt.

## Kooperationen
Zu den Unternehmen, mit denen das Kunsthaus Hannover bisher zusammengearbeitet hat, gehören unter anderem:
- Ikea – Weltweit erschienene Postkarten mit Motiven von Werner Berges.[2]
- Marburger Tapetenfabrik – in 90 Ländern erschienene Auflagen von Tapeten mit Motiven von Werner Berges.[3]
- General Motors Corvette – Erstellung der „Corvetta“ Edition von Mel Ramos anlässlich des 50-jährigen Jubiläums von General Motors.
- Mousse T. – Organisation und Durchführung der Art Edition zugehörig zum Album „Gourmet de Funk“, gleichzeitig Cover für alle Publikationen der Tour.[4]

## Programm
Der künstlerische Schwerpunkt liegt neben der Zeitgenössischen Kunst besonders im Bereich Pop Art, Fotorealismus und Hyperrealismus. Zu den aktuell ausgestellten Künstlern gehören:
Allen Jones, Antonio de Felipe, Birgid Helmy, Christof Paul, Cristina Guerrero, Fritz Köthe, Harald Schmitz-Schmelzer, Heiner Meyer, Malgosia Jankowska, Mel Ramos, Richard Wientzek, Stephan Marienfeld, Thomas Kobusch, Willi Siber, Wolfgang Kessler.

## Ausstellungen
- 1998: Augenlust – erotische Kunst des 20. Jahrhunderts Gruppenausstellung u. a. mit: Mel Ramos, Allen Jones, Werner Berges, Francesco Clemente, Keith Haring, David Hockney, Pablo Picasso, Tom Wesselmann
- 2000: Werner Berges – GIRLS, GIRLS, GIRLS
- 2003: Rainer Kriester – Skulpturen 1985–2002
- 2008: 10 Jahre Kunsthaus – MISSION EDITION Gruppenausstellung u. a. mit: Werner Berges, Mel Ramos, Fritz Köthe, Timm Ulrichs
- 2012: Antonio de Felipe – LPOP
- 2013: KLASSENTREFFEN – Gruppenausstellung u. a. mit: Martina Altschäfer, Antonio de Andres-Gayon, Ivonne Klauß, Thomas Kobusch, Fritz Köthe, Alexander Moses, Marc Pätzold, Peter Rusam, Aaron Vidal, Werner Berges, Antonio de Felipe, Cristina Guerrero, Birgid Helmy, Frank Hoffmann, Malgosia Jankowska, Allen Jones, Sabine Liebchen, Richard Wientzek, Mel Ramos, Wolfgang Kessler, Stephan Marienfeld
- 2014: Cristina Guerrero – Similarities
- 2014: Allen Jones – Melody Maker
- 2015: Wainer Vaccari – a volte tornano / sometimes they do return
- 2015: Sabine Liebchen – new works
- 2015: SCHARF trifft UNSCHARF – Wolfgang Kessler & Peter Rusam
- 2015: Mel Ramos – prints 1971–2015
- 2016: Antonio de Felipe – GRAFFITI POP
- 2016: Cristina Guerrero – Bikini Cake
- 2016: FIVE – Gruppenausstellung mit: Wolfgang Kessler, Thomas Kobusch, Sabine Liebchen, Sigrid von Listig, Richard Wientzek
- 2017: Wolfgang Kessler – Das andere Wissen
- 2017: WOMEN – Gruppenausstellung mit: Nemo Jantzen, Sabine Liebchen, Heiner Meyer, Mel Ramos, Peter Rusam, Allen Jones
- 2017: Heiner Meyer – Die Summe der Möglichkeiten
- 2017: Richard Wientzek – 60 SONGS Zeichnungen 2010–2017
- 2018: Mel Ramos – THE FAMOUS FOUR OF 1971
- 2018: Cristina Guerrero – Oh, là, là
- 2021: Heiner Meyer – Love Affair

## Publikationen und Editionen
- KUNSTHAUS HANNOVER (1998), Augenlust, Hannover
- KUNSTHAUS HANNOVER (2017), Richard Wientzek Zeichnungen 2010–2017 Werkverzeichnis, Hannover

Darüber hinaus sind seit Gründung über 200 Editionen in limitierten Auflagen erschienen. Sämtliche Ideen, die zur Ausführung einer Edition führten, stammten von den Gründern. Diese Ideen wurden in Absprache mit den Künstlern realisiert. Dazu gehören:
- Werner Berges
- Fritz Köthe
- Richard Wientzek
- Timm Ulrichs
- Stephan Marienfeld
- Leon Herbst
- Mel Ramos
- Antonio de Andres-Gayon
- Frank Hoffmann
- Heiner Meyer
- Ivonne Klauss
- Petra Meyer
- Roswitha Hecke
- Antonio de Felipe
- Wolfgang Kessler
- Stefan Lang
- Martina Altschäfer
- Birgid Helmy